# Fondation pour les aires protégées et la biodiversité de Madagascar
La Fondation pour les aires protégées et la biodiversité de Madagascar (FAPBM) est un Fonds fiduciaire privé malagasy voué à la conservation de la biodiversité de Madagascar. Sa mission est de contribuer au financement pérenne du Système des aires protégées de Madagascar (SAPM), à la conservation de la biodiversité, au maintien des services écosystémiques, à la lutte contre le changement climatique et au bien-être des populations ; et de promouvoir la bonne gestion au sein du SAPM. La Fondation est reconnue internationalement pour son expertise en matière de financements des aires protégées, sa transparence, sa bonne gouvernance des fonds ainsi que la pertinence de ses interventions par rapport aux priorités nationales et mondiales et ses impacts pérennes.
La FAPBM finance à la fois les aires protégées de Madagascar gérées par Madagascar National Parks (MNP) ainsi que les Nouvelles Aires Protégées (NAP) gérées par des ONG et/ou des associations de conservation.  En 2022, la Fondation a soutenu 48 aires protégées de Madagascar sur les 123 aires protégées à statut définitif du réseau existant.

## Histoire de la Fondation
En 2005 à l’initiative de l’État malgache, de WWF et de Conservation International, la FAPBM a été créée afin de garantir un modèle de financement robuste et pérenne destiné à la préservation du patrimoine naturel de Madagascar. À titre de contribution au capital de la Fondation, l’État malagasy a participé à hauteur de 1,725 Millions d'Euros. Conservation International pour sa part a déjà accordé un don de 1 million USD à travers la signature d’un accord en tant que fondateur.
Depuis sa création, de nombreux contributeurs ont apporté leur soutien à la Fondation, dont les partenaires notables : Conservation International, la WWF, Le Gouvernement allemand, à travers la banque de développement KfW, le Gouvernement Français, l’Agence Française de Développement (AFD), le Fonds pour l’Environnement Mondial (GEF), la Banque Mondiale ou encore le Fonds Français pour l’Environnement Mondial (FFEM).
En 2014, la FAPBM a fêté ses 10 et devient la première fondation environnementale en Afrique avec un capital de 52 millions USD.
En 2022, le capital de la Fondation est porté à 138 millions USD dans l’objectif d’étendre le financement à 70 Aires Protégées du SAPM d’une superficie de 5 275 400 ha d’ici 2026.

## Les impacts recherchés

### La conservation de la biodiversité
La principale mission de la FAPBM est de soutenir en priorité les activités de conservation des aires protégées. En ce sens, la Fondation vise la préservation de la faune et la flore uniques de Madagascar ainsi que les habitats qui les abritent. Les espèces qui se trouvent sur la liste Rouge de l’IUCN et les sites sur lesquels elles se situent font partie des cibles de conservation prioritaires de la FAPBM. Parallèlement, la FAPBM souhaite maintenir intacts les services écosystémiques tels que l’eau, l’alimentation ou l’énergie que la nature offre.
Dans cette perspective, elle finance les activités menées dans les aires protégées qui contribuent à prévenir, réduire ou lutter contre les pressions et les menaces qui pèsent sur les aires protégées ; notamment la mise en place de pare-feu, les patrouilles, et toute autre activité entrant dans le cadre de la sécurisation physique des aires protégées. De la même façon, la FAPBM soutient des activités de restauration des écosystèmes dégradées à l’intérieur des aires protégées.

### Les activités de développement communautaire
La FAPBM finance également les activités de développement local menées par les gestionnaires des aires protégées auprès des communautés riveraines. La FAPBM souhaite non seulement compenser les pertes éventuelles de revenus du fait de la mise en place des aires protégées, mais aussi d’améliorer les revenus des ménages de façon pérenne.
Certaines activités génératrices de revenus sont ainsi financées par la FAPBM en ce sens : élevage, agriculture, écotourisme, pêche…

### La pérennisation des aires protégées
La FAPBM participe à la pérennisation financière des aires protégées à travers le financement durable d’une partie de leurs charges récurrentes, tels que les salaires et autres coûts de fonctionnement  par exemple. Ainsi, chaque année les gestionnaires de sites peuvent continuer de travailler grâce aux subventions annuelles continuellement accordées par la FAPBM. Plus encore, la FAPBM soutient aussi les activités du plan d’action qui contribuent à une indépendance financière de l’aire protégée.

### L’efficacité des gestionnaires
La FAPBM investit également dans l’amélioration de l’efficacité des gestionnaires. Des sessions de renforcement de capacités et des missions d’accompagnement sont planifiées annuellement pour améliorer la qualité de gestion, afin de s’assurer de la bonne gestion et de l’efficacité des actions menées par le biais des financements accordés.

## Les types de financements de la FAPBM
La FAPBM propose aujourd’hui 2 mécanismes innovants de financement durable aux aires protégées de Madagascar :
- Un financement pérenne à partir des revenus des placements financiers de son capital ;
- Des financements de projets dont la FAPBM assure la gestion financière.

### Les Subventions Annuelles
Les subventions annuelles accordées aux aires protégées (AP) demeurent le cœur du métier de la FAPBM. Celles-ci servent principalement à aider le gestionnaire à disposer de moyens pour assurer une bonne gestion de l’AP et à l’appuyer pour qu’il puisse s’acquitter du mandat qui lui a été confié. 

### Le Fonds d’urgence
Le Fonds d’urgence est un fonds alloué aux gestionnaires d’AP permettant à ces derniers de faire face à des situations de nécessité ou d’urgence. Ainsi, ils peuvent remédier à des menaces ponctuelles, imprévisibles et urgentes mettant en péril la viabilité d’une cible particulière (un habitat, une espèce de faune ou de flore) ou l’intégrité écologique de l’aire protégée en général.

#### Le Fonds d’Appui au Renforcement aux Aires Protégées (FAR-AP)
Le Fonds d’Appui au Renforcement (FAR) a été mis en place par la FAPBM en vue d’appuyer des acteurs engagés à acquérir des connaissances supplémentaires et/ou complémentaires sur la situation, la richesse, l’évolution et/ou le changement des contextes de gestion des aires protégées(AP) afin de mieux orienter leurs stratégies d’intervention.

#### Autres Fonds
La Fondation se propose aussi d’être un mécanisme de gestion de Fonds pour des projets comme Lemurs Portal, portail d’information et de données sur les Lémuriens ou encore le fonds offset de QMM Rio Tinto.

## Valeurs, vision et missions

### La vision de la FAPBM
La FAPBM vise à consolider son statut de Fonds fiduciaire pour la conservation de référence internationale, et à être un acteur stratégique du financement durable du SAPM.

### Les missions de la FAPBM
La FAPBM a pour missions : 
- de contribuer au financement pérenne du Système des Aires Protégées de Madagascar (SAPM),
- de contribuer à la conservation de la biodiversité, au maintien des services écosystémiques, au bienêtre de la population, et à la lutte contre le changement climatique, et
- de promouvoir la bonne gestion au sein du SAPM.

## Les aires protégées financées en 2022

### Antsiranana
- Anjanaharibe Sud[14]
- Lokobe[15]
- Manongarivo[16]
- Ambodivahibe[17]
- Andrafiamena Andavakoera[18]
- Ankivonjy[19]
- Ankarana[20]
- Montagne d’Ambre[21]
- Montagne des Français[22]
- Loky Manambato[23]
- Tsaratanana[24]
- Oronjia[25]
- Masoala[26]
- Marojejy[27]
- Makira[28]

### Mahajanga
- Namoroka[29]
- Sahamalaza Îles Radama[30]
- Complexe Tsimembo Manambolomaty[31]
- Mandrozo[32]
- Complexe Mahavavy Kinkony[33]
- Bemaraha[34]
- Beanka[35]
- Baie de Baly[29]
- Site bioculturel d’Antrema[36]
- Ankarafantsika[37]

### Toamasina
- Nosy Mangabe[38]
- Mananara Nord[39]
- Zahamena[40]
- Marotandrano[41]
- Maromizaha[42]
- Analalava[43]
- Ambatovaky[44]

### Antananarivo
- Ibity[43]

### Fianarantsoa
- Ivohibe[45]
- Befotaka Midongy[46]
- Andringitra[47]
- Massif d’Itremo[48]
- Agnalazaha[43]
- Ranomafana[49]
- Manombo[50]

### Toliara
- Andranomena[51]
- Menabe Antimena[52]
- Mikea[53]
- Isalo[54]
- Tsimanampetsotse[55]
- Complexe Mangoky Ihotry[56]
- Kirindy Mitea[57]
- Andohahela[58]